# میبو (شهر کیوتو)

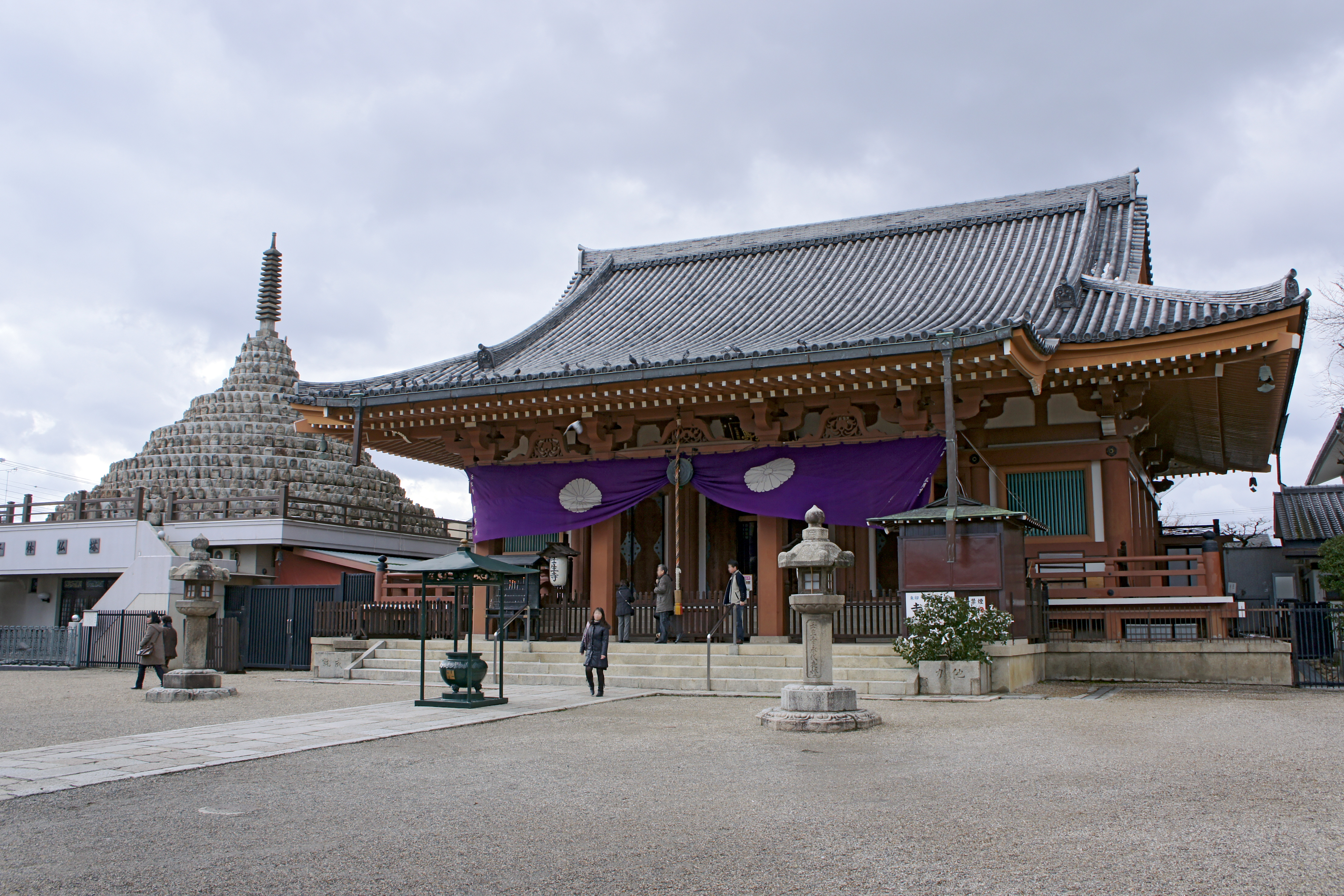
معبد میبو

میبو (به ژاپنی: 壬生 みぶ)، یک منطقه در جنوب غربی ناکاگیو، کیوتو در کیوتو است. نام محلی «میبو» از اوایل دوران مدرن تا دوران مدرن به عنوان نام یک روستا یا منطقه بزرگ استفاده می‌شد. در حال حاضر، این منطقه از ۳۰ بخش تشکیل شده است که رسماً نام «میبو» را بر خود دارند.